# Mormodes uncia
Mormodes uncia är en orkidéart som beskrevs av Heinrich Gustav Reichenbach. Mormodes uncia ingår i släktet Mormodes och familjen orkidéer. Inga underarter finns listade i Catalogue of Life.